# NGC 7801
NGC 7801 ist die Bezeichnung für einen Asterismus im Sternbild Kassiopeia. Entdeckt wurde das Objekt am 8. September 1829 von John Herschel.